# Бекаристан-бі
Бекариста́н-бі (каз. Бекарыстан би) — село у складі Казалінського району Кизилординської області Казахстану. Адміністративний центр та єдиний населений пункт Майдакольського сільського округу.
У радянські часи село називалось Октябр, Карла Маркса.
Населення — 2617 осіб (2021; 2642 у 2009, 2911 у 1999, 2630 у 1989).